# دندش (فلم)
دندش فيلم دراما وجريمة مصري للمخرج يحيى العلمي عام 1981، كتب القصة والسيناريو والحوار سمير عبد العظيم. الفيلم من بطولة نيللي، محمود ياسين، يونس شلبي، وجميل راتب  وتدور الأحداث حول الفتاة الجميلة دندش وما تتعرض له من مشاكل بسبب جمالها، في بيت والدتها من زوج الأم، وحتى بعد زواجها من الأسطى مرسي الذي يضطر للعمل بتزوير العملة.
صدر الفيلم إلى دور العرض المصرية في يناير 1981.
منح موقع قاعدة بيانات الأفلام العربية «السينما.كوم» الفيلم درجة 4.9/ 10.

## طاقم التمثيل
محمود ياسين: في دور الأسطى مرسي (ميكانيكي السيارات)
نيللي: في دور دندش
جميل راتب: في دور مدبولي بيه (مزور العملة)
يونس شلبي: في دور عبد المجيد (مساعد الأسطى مرسي)
علي الشريف: في دور المعلم كوع (زوج والدة دندش)
عزيزة حلمي: في دور أم دندش
فتحية عبد الغني: في دور خالة دندش
أحمد كمالي: في دور زوج خالة دندش
عصمت رأفت: في دور كاتينا (السيدة اليونانية)
محمد أبو حشيش: في دور خليل
بالاشتراك مع: نعيمة الصغير – سيف الله مختار – سعيدة جلال – مطاوع عويس – فخري عازر – رجاء سراج – حسان اليماني – أحمد أبو عبية – حللي محمد – صالح الإسكندراني – مختار السيد – محمد العربي – هانم محمد – أديب الطرابلسي 

## أحداث الفيلم
تعيش الشابة الجميلة دندش (نيللي) مع والدتها (عزيزة حلمي) التي تزوجت، بعد موت والد دندش، من المعلم كوع (علي الشريف) وهو الرجل القاسي، السكير. يعمل الاسطى مرسي (محمود ياسين) ميكانيكي سيارات مع مساعده عبد المجيد (يونس شلبي) في ورشة صغيرة استأجرها من المعلم كوع، ومرسي واقع في حب دندش ويتمنى أن يتزوجها. يبحث مدبولي بيه (جميل راتب)، مزور العملة، عن وجه جديد غير معلوم للشرطة، ويجد ضالته في الأسطى مرسي. يغدق مدبولي على الأسطى مرسي المال الذي يرفض التعامل في أعمال تزوير العملة. يطمع المعلم كوع في دندش وتقاومه وهي خائفة على مصيرها ومصير امها من قسوته، وحين تكتشف الأم محاولات المعلم كوع، تهجر دندش البيت وتذهب إلى خالتها (فتحية عبد الغني) ولكن زوجها الفقير (أحمد كمالي) لا يرحب بها. تهيم دندش على وجهها، حتى تلتقي بالسيدة اليونانية كاتينا (عصمت رأفت) فترق لحالها وتستقبلها في بيتها. تموت أم دندش ويبدأ مرسي البحث عن حبيبته. تعود دندش إلى بيت والدتها وتعرف بوفاتها، ويتقدم مرسي للزواج بها فتوافق. يحاول مدبولي إجبار مرسي على العمل معه في نقل الدولارات المزيفة، فيحطم ورشته، وتنشب مشاجرة بين مرسي ورجال مدبولي، ويضرب مرسي أحدهم، فيوهمه مدبولي أن الرجل قد مات ليضمن ولاءه. ينجح مدبولي في تجنيد مرسي للعمل معه، وأيضا يلاحظ زوجته الجميلة ويقرر الحصول عليها. يطلب مدبولي من مرسي للإسكندرية، بينما يتوجه هو إلى دندش، ويخبرها بعمل زوجها في التزوير، وان زيارته لها تتم بموافقة زوجها. تصدق دندش إدعاء مدبولي وتقوم بطرده من بيتها، وتتوجه إلى الشرطة وتقدم بلاغ عن زوجها ومدبولي. يقوم رجال الشرطة بالقبض على العصابة وضبط ماكينة التزوير، ولكن مدبولي يلوذ بالفرار. يعلم مرسي من عبدالمجيد ما حدث كان ويقرر الانتقام من مدبولي، وتدور بينهم معركة ويصاب مرسي بطلق ناري، وفي المستشفى تتعهد دندش بإنتظار مرسي ريثما ينهي عقوبته.

## وصلات خارجية
- مقالات تستعمل روابط فنية بلا صلة مع ويكي بيانات
- دندش على موقع الدهليز
- دندش على موقع كاروهات